# Race for Glory: Audi vs. Lancia
Race for Glory: Audi vs. Lancia è un film del 2024 diretto da Stefano Mordini.
La pellicola, basata su fatti realmente accaduti, descrive la rivalità tra le scuderie automobilistiche di rally Audi e Lancia al Campionato del mondo rally 1983. Riccardo Scamarcio, che partecipa al progetto anche in veste di produttore e co-sceneggiatore, interpreta Cesare Fiorio, mentre Daniel Brühl interpreta Roland Gumpert.

## Trama
Al Campionato del mondo di rally del 1983 la squadra Audi Sport e Lancia Abarth sono in competizione e in rivalità per la conquista della vittoria.

## Produzione
Il film, originariamente intitolato 2 Win, è stato prodotto da Jeremy Thomas insieme a Riccardo Scamarcio. Il film è stato annunciato ufficialmente sulla Croisette al Festival di Cannes 2023. A dicembre, il titolo del film è stato cambiato in Race for Glory: Audi vs. Lancia.
Le riprese si sono svolte in Italia e in Grecia, compresi alcuni luoghi in cui si sono realmente svolti gli eventi rappresentati, come nei luoghi sede del rally di Sanremo, la sede Lancia e il Circuito di Balocco. Le riprese sono iniziate a Torino il 16 maggio 2022.

## Promozione
Il primo trailer del film è stato diffuso il 4 dicembre 2023.

## Distribuzione
L'uscita nelle sale statunitensi è avvenuta il 5 gennaio, seguita nelle sale italiane il 14 marzo 2024.

## Accoglienza

### Incassi
Il film ha incassato globalmente poco più di 2,1 milioni di dollari, di cui $1,412,627 in Italia.

### Critica
Il film ha ottenuto una positività del 57% su Rotten Tomatoes 